# Jamides waigeuensis
Jamides waigeuensis är en fjärilsart som beskrevs av James John Joicey och Talbot 1917. Jamides waigeuensis ingår i släktet Jamides och familjen juvelvingar. Inga underarter finns listade i Catalogue of Life.